# Ignaz Hauser
Ignaz Hauser (29. April 1881 in Bratislava – 20. Oktober 1937 in Graz) war der erste Rabbiner von Klagenfurt.

## Leben
Ignaz Hauser lebte von August 1904 bis Jänner 1914 in Wien, in der Porzellangasse 45. Er war Schneider. 1914 ging er nach Hohenems und war dort in der Jüdischen Gemeinde als Sekretär des Rabbiners und  Rabbinatsverweser tätig. Am 4. November 1915 heiratete er in seiner Geburtsstadt die Hohenemserin Sophie Rosenthal, vermutlich, zum Zwecke der Einbürgerung Hausers. Wahrscheinlich trennten sie sich vor 1923, als Hauser nach Klagenfurt ging. Sie wurde 1942 im Vernichtungslager Treblinka ermordet. In Klagenfurt wirkte Ignaz Hauser bis 1934 als erster Rabbiner der Israelitischen Kultusgemeinde Klagenfurt und heiratete erneut. Er starb 1937 in Graz und wurde am Wiener Zentralfriedhof bestattet.